# Таиланд на летних Олимпийских играх 1956
Таиланд принимал участие в Летних Олимпийских играх 1956 года в Мельбурне (Австралия) во второй раз за свою историю, но не завоевал ни одной медали. 35 спортсменов (все — мужчины) соревновались в 5 видах спорта. 

## Футбол
Это был первый раз, когда сборная Таиланда по футболу приняла участие в Олимпиаде. В 1/8 финала команда проиграла сборной Великобритании с разгромным счётом 0:9. Матч состоялся 26 ноября, судил его советский арбитр Николай Латышев.

## Баскетбол
Мужская сборная Таиланда по баскетболу по итогам соревнований заняла последнее, 15 место, проиграв сборным Филиппин, США, Японии, Тайваня, Австралии, Сингапура и Южной Кореи. 

## Лёгкая атлетика
Забеги на 100, 200, 400, 800 и 1500 м, эстафета 4х100 метров.

## Парусный спорт
Принц Бира и Луанг Прадият Наваюд на килевой яхте «Стар» — 12 место. 